# Hrabstwo Kleberg

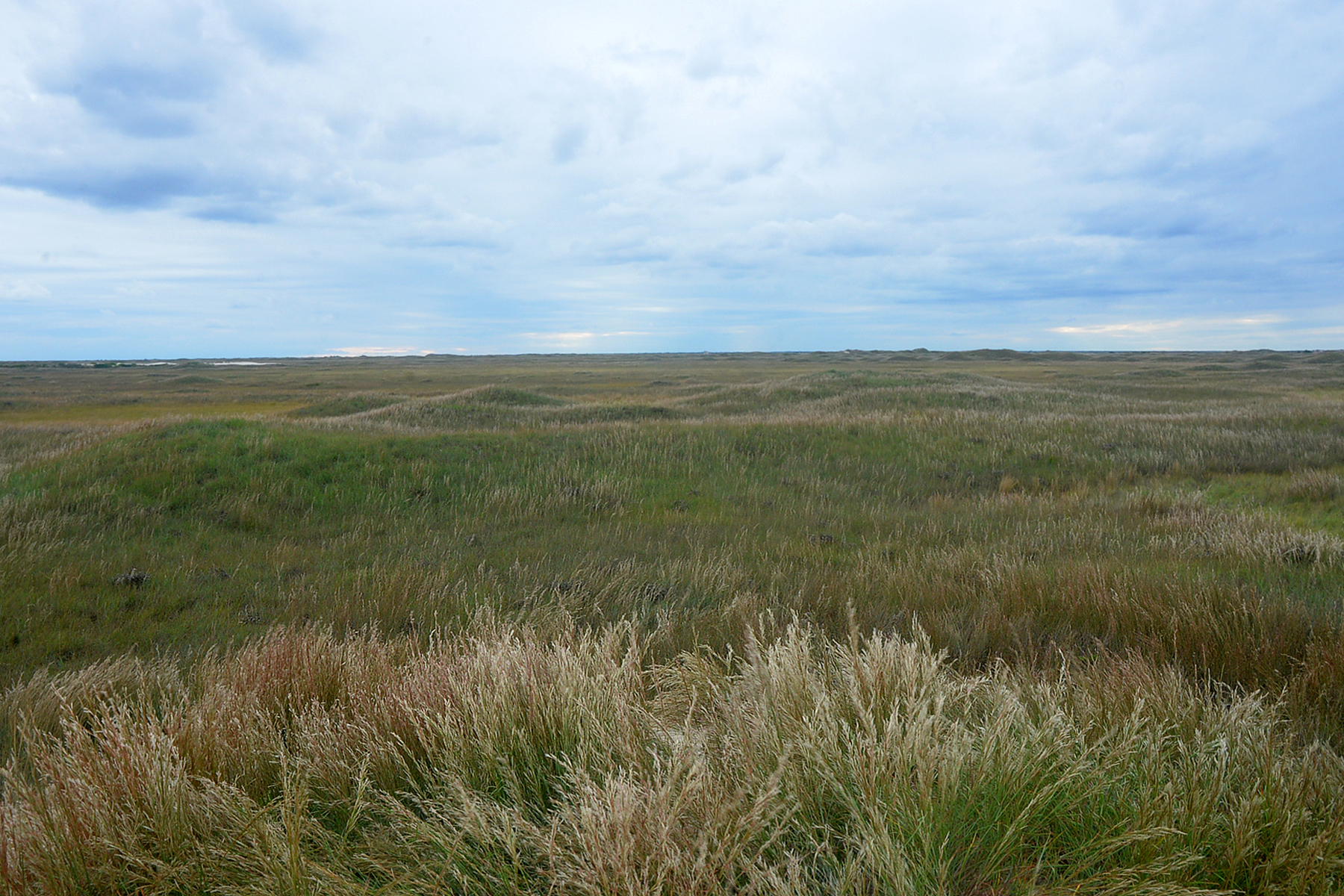
Padre Island National Seashore

Hrabstwo Kleberg – hrabstwo położone w USA w stanie Teksas. Utworzone w 1913 r. Siedzibą hrabstwa jest miasto Kingsville.

## Gospodarka
- wydobycie gazu ziemnego[1]
- uprawa bawełny, sorgo i kukurydzy[2]
- hodowla koni, świń i bydła[2]
- myślistwo i wędkarstwo[3].

W 2020 roku najpopularniejszymi sektorami zatrudnienia mieszkańców hrabstwa Kleberg są: usługi edukacyjne (2166 osób), handel detaliczny (1817 osób), opieka zdrowotna i pomoc społeczna (1653 osoby), oraz zakwaterowanie i usługi gastronomiczne (1247 osób).

## Miasta
- Kingsville

## CDP
- Ricardo
- Riviera

## Sąsiednie hrabstwa
- Hrabstwo Nueces (północ)
- Hrabstwo Kenedy (południe)
- Hrabstwo Brooks (południowy zachód)
- Hrabstwo Jim Wells (zachód)

## Demografia
Według spisu w 2020 roku liczy 31 tys. mieszkańców, w tym byli:
- Latynosi – 73,8%
- biali nielatynoscy – 19,6%
- czarni lub Afroamerykanie – 4%
- Azjaci – 2,4%
- rdzenni Amerykanie – 1,1%.

## Religia
Członkostwo w 2020 roku:
- katolicy – 41,3%
- protestanci – ok. 20% (gł. baptyści, zielonoświątkowcy i metodyści)
- świadkowie Jehowy – 1,9%
- mormoni – 1,1%
- muzułmanie – 0,42%.